# Recursive Internetwork Architecture

Recursive Internetwork Architecture (RINA) est un protocole de communication proposé en 2008, destiné à connecter les ordinateurs. 
Pour ses auteurs, RINA est plus simple, plus rapide et plus sécurisé que les protocoles utilisés sur Internet, et permettrait de s'affranchir de ses limitations. Il est présenté comme une alternative à TCP-IP.

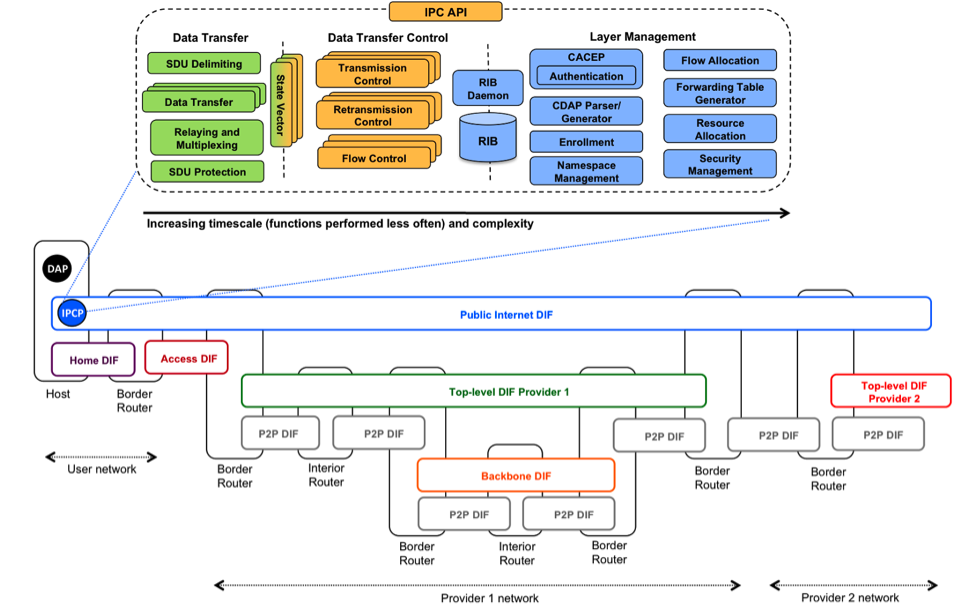
Architecture de RINA

Les principes de base de RINA ont été proposés par John Day (en) dans son livre de 2008 Patterns in Network Architecture: A return to Fundamentals.
Pendant 10 ans, RINA est resté au stade de l'expérimentation, certaines universités en Suisse, en Belgique et en Pologne finançant des essais dans le cadre de l'Internet du futur. En 2018, les autorités arméniennes accueillent à Erevan le premier centre mondial destiné à expérimenter RINA dans un projet appelé Rinarmenia. Depuis la création d'Internet, des critiques annoncent qu'il ne pourra pas continuer à croître et que des limitations vont finir par poser des problèmes difficilement surmontables, comme l'épuisement des adresses IPv4. RINA a été conçu pour dépasser ces limitations, en raccordant les programmes d'application sans intermédiaires, en accélérant les connexions et en démultipliant à l'infini le nombre d'utilisateurs.